# Le Cabri

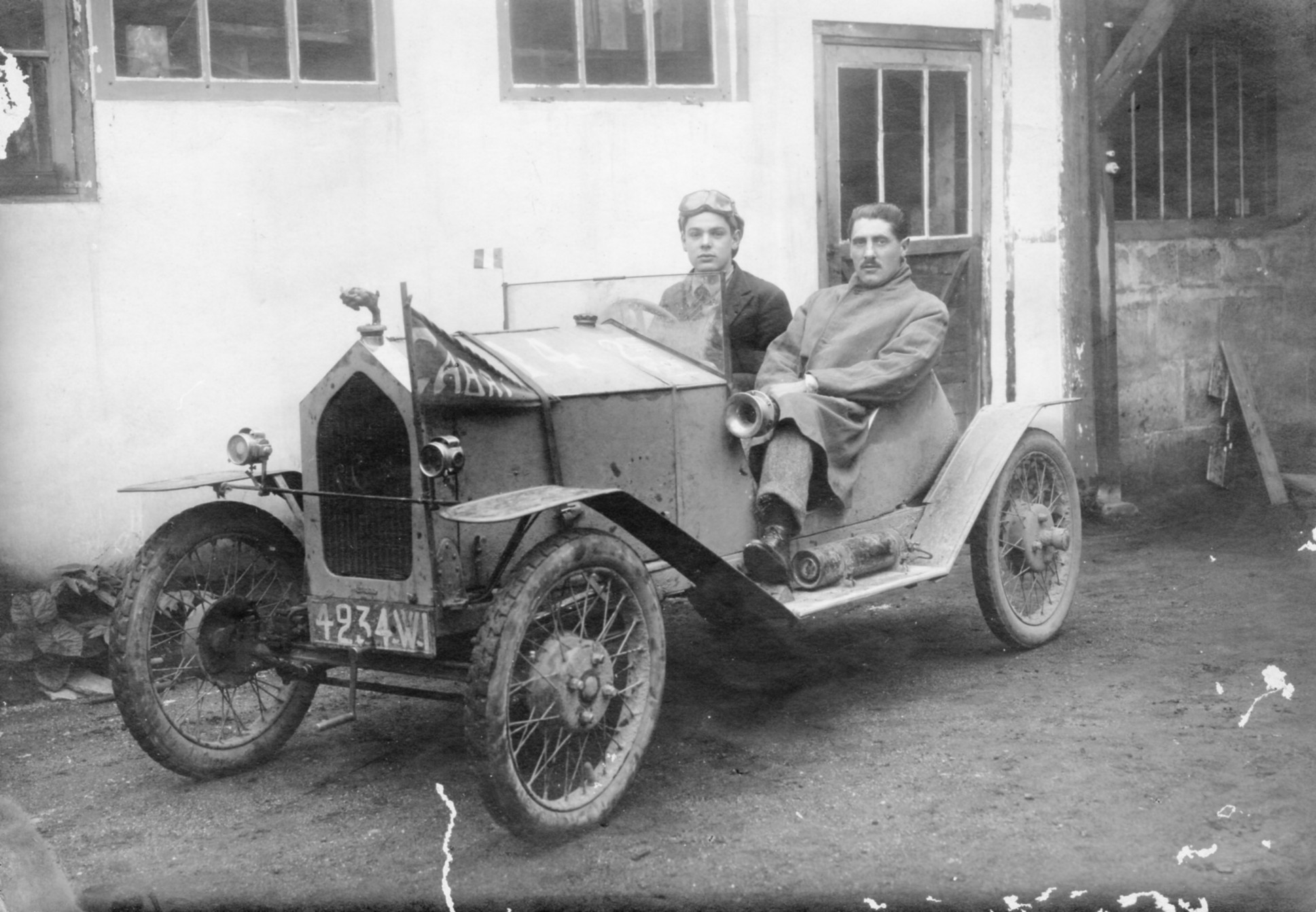
Le Cabri

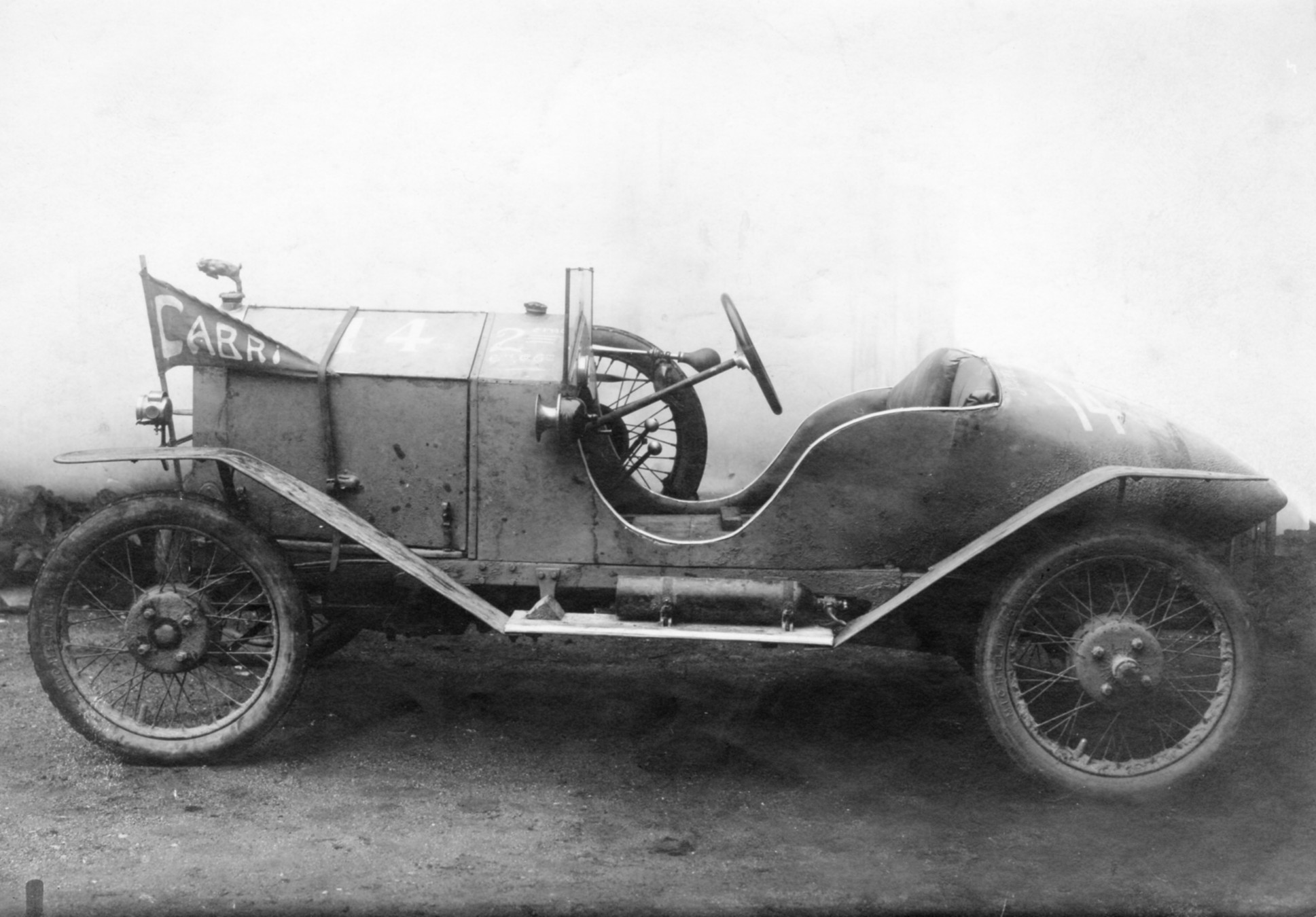
Seitenansicht

Automobiles Le Cabri war ein französischer Hersteller von Automobilen.

## Unternehmensgeschichte
Das Unternehmen aus Asnières-sur-Seine begann 1924 mit der Produktion von Automobilen. Der Markenname lautete Le Cabri. 1925 endete die Produktion.

## Fahrzeuge
Im Angebot standen die Kleinwagen 5 CV und 7 CV. Das Modell 5 CV verfügte je nach Quelle entweder über einen seitengesteuerten Zweizylindermotor von Ruby mit 980 cm³ Hubraum oder einen Vierzylindermotor. Auch beim Modell 7 CV werden sowohl Zwei- als auch Vierzylindermotoren genannt.